# Inveresk
Inveresk (gaelico: Inbhir Easg) è un village dell'East Lothian, in Scozia, situato a sud di Musselburgh. Esso costituisce una delle più belle zone della Scozia che è stata designata zona protetta dal 1969. Si trova sulla riva nord di un'ansa del fiume Esk. Questo pezzo di terra, è stato utilizzato dai romani come luogo per una fortezza nel II secolo.
Il termine "Inver", dal gaelico Inbhir, si riferisce alla confluenza del fiume Esk con il Firth of Forth.
Inveresk è caratterizzata da vie del XVII e XVIII secolo. Adiacente al Inveresk Lodge Garden vi è il National Trust for Scotland, e le sue esposizioni sono aperte al pubblico. Questo edificio apparteneva a James Wedderburn che aveva fatto la sua fortuna come proprietario di una piantagione di zucchero in Giamaica.